# Чого хочуть жінки
«Чого хочуть жінки» (англ. What Women Want) — американський романтичний комедійний фільм з елементами фантастики, режисера Ненсі Майєрс, виготовлений у 2000 р. У головних ролях — Мел Ґібсон і Гелен Гант.
Сюжет розгортається навколо чоловіка на ім'я Нік Маршалл, який після унікального випадку отримав здатність читати думки жінок та можливість відповісти на важливе питання людства — чого ж вони хочуть.

## Сюжет
Нік Маршалл — ловелас, його дитинство пройшло в жіночій гримерці кордебалету, де танцювала його мати. Юний Нік був талісманом кордебалету, улюбленцем танцівниць, які його просто обожнювали. Хлопчик виріс привабливим чоловіком, що може звести з розуму будь-яку жінку. Нік працює у рекламному агентстві, шеф ось-ось має підвищити його до креативного директора. Тим часом компанія Nike оголосила великий тендер на просування своєї нової колекції спортивного одягу для жінок. Здобуття контракту від Nike стає прерогативним завданням для агентства, шеф, справедливо вважаючи, що тільки жінка може зрозуміти жінок, наймає на посаду менеджера проекту Nike Дарсі Макгвайр, про ділову хватку якої ходять легенди. Він натякає, що якщо контракт з Nike буде укладено, Дарсі отримає посаду виконавчого директора. Коли в компанії представили Дарсі, виявляється, що це миловидна білявка середніх років з міцним характером. Нік вирішує дістати заповітну посаду.
Новий креативний директор дає зрозуміти своїм підлеглим, що збирається змінити стратегію. Тепер цільова аудиторія клієнта агентства жінки. Усі співробітники незалежно від статі мають «відчути» себе жінками: скористатися лаком для нігтів, тушшю для вій, депілятором для ніг, колготками тощо. Ввечері того ж дня під час експериментів з цими речами Нік Маршал падає у ванну повну води, туди ж потрапляє увімкнений фен. Зрештою Нік одержує сильний електричний удар, від якого непритомніє аж до ранку.
Вранці Нік розуміє, що може чути думки жінок і навіть тварин жіночої статі. Спочатку він вважає, що збожеволів, намагається позбутися свого дару. Він біжить на прийом до жінки-психолога, яка спершу не вірить йому, але, зрозумівши, що він каже правду, розкриває перед Ніком блискучі перспективи, адже у нього з'явилася можливість відповісти на запитання, над яким сушили голову всі філософи і мислителі світу, та не знайшли відповіді, — «чого саме хочуть жінки?». Тепер Нік може передбачати бажання жінок і зробити будь-яку з них щасливою. Після відвідин психолога Нік виявляє, що цю здатність можна застосовувати на власну користь. Він чує думки Дарсі і видає їх за свої, щоб отримати її посаду. Шеф «розуміє», як помилявся, найнявши Дарсі.
Несподівано Нік відмовляється від посади, про яку мріяв. Він усвідомлює, що Дарсі справжній професіонал, і так чинити підло. До того ж, Нік по-справжньому закохався в неї. Дарсі теж полюбила Ніка. Коли у спалаху відвертості він зізнається їй у тому, що може читати думки жінок, вона, хоч і звільняє Ніка, розлучитися з ним уже не може.

## Ролі
- Мел Ґібсон — Нік Маршалл
  - Лоґан Лерман — молодий Нік Маршалл
- Гелен Гант — Дарсі Макґвайр
- Маріса Томей — Лола
- Алан Алда — Ден Ванамейкер
- Лорен Голлі — Гігі
- Ешлі Джонсон — Александра «Алекс» Маршалл
- Марк Фюрштайн — Морган Фарвелл
- Дельта Берк — Єва
- Валері Перрін — Марго
- Джуді Грір — Ерін
- Сара Полсон — Енні
- Діана-Марія Ріва — Стелла
- Ліза Едельштейн — Діна
- Лоретта Дівайн — Фло
- Ерік Бальфур — Кемерон

## Виробництво
Команда акторів охоплює переможців трьох «Оскарів» (Мел Ґібсон, Гелен Гант, і Маріса Томей) і трьох номінантів на премію «Оскар» (Алан Алда, Валері Перрін і Бетт Мідлер).

## Сприйняття
На сайті IMDb оцінка фільму становить 6,4/10, на Rotten Tomatoes — 54 %.

### Нагороди
За втілення образу Ніка Маршалла Мел Гібсон номінований на Золотий глобус за найкращу чоловічу роль у жанрі комедія.

### Касові збори
З бюджетом у $70 млн, фільм мав касовий успіх, зібравши $374 млн (США: $182,8 млн + решта світу: $191,3 млн).